# Psilocybe pratensis
Psilocybe pratensis är en svampart som beskrevs av P.D. Orton 1969. Psilocybe pratensis ingår i släktet slätskivlingar och familjen Strophariaceae.   Inga underarter finns listade i Catalogue of Life.